# Zosterop de bosquina
El zosterop de bosquina (Zosterops stenocricotus) és un ocell de la família dels zosteròpids (Zosteropidae).

## Hàbitat i distribució
Habita els matolls i boscos humids de muntanya des del sud-est de Nigèria, fins al sud-oest de la República Centreafricana nord de Gabon i illa de Bioko.

## Taxonomia
Considerat per algunes classificacions una subespècie de Zosterops senegalensis, el Congrés Ornitològic Internacional, versió 11.1, 2021, el considera una espècie de ple dret, propiciat pels treballs de Cox et al, 2014